# Església de Santa Coloma de Farners
L'església parroquial de Santa Coloma de Farners, és un monument del municipi de Santa Coloma de Farners (Selva) protegit com a bé cultural d'interès local.

## Arquitectura
L'església actual és fruit de les obres d'ampliació de l'any 1832. Amb planta de creu llatina (de 37 metres de llarg per 21 d'ample), l'edifici consta d'una nau central, més aixecada que les laterals, dues naus laterals, un creuer i presbiteri (construïts entre 1805 i 1832), d'estil neoclàssic, dues capelles absidals i una capella lateral adossada, que és la capella dels Dolors, afegida el 1750. La cúpula té 21 metres d'alçària i centra el creuer unit a través de quatre petxines. Els arcs i les columnes són d'estil renaixentista. L'altar central, amb una ara de marbre i el retaule dissenyat per l'arquitecte Joaquim Iglesias d'Abadal, es diferencia dels dos altars laterals i la pila baptismal, els quals donen pas a la sagristia.
La façana principal té forma basilical amb quatre finestres sobre la rosassa central. Per accedir a l'entrada cal pujar per una doble escalinata de granit, de mitjans s.XIX i refeta el 1940, sota la qual hi ha una font. La porta és senzilla, amb un timpà sense decorar d'arc de mig punt del qual en sobresurt una branca vertical acabada en creu florada.

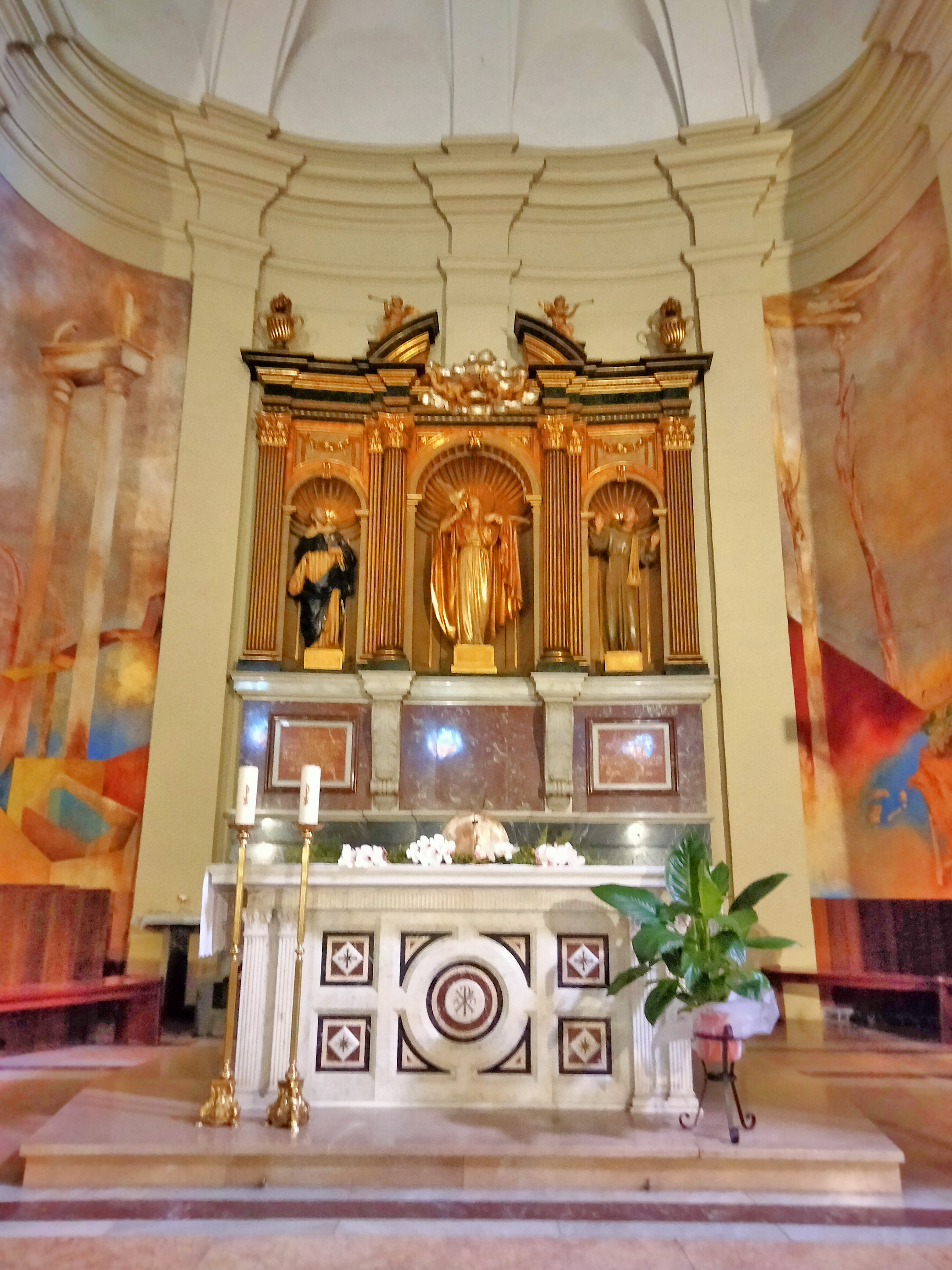
Altar major

A l'interior de l'església, el primer cos de l'entrada està separat de la resta per una vidriera, té una volta aplanada i per damunt seu s'aixeca el cor, també amb volta, en el qual s'hi conserva l'orgue adquirit el 1910. La nau central està formada per tres cossos amb volta de creuer, separats per arcs ogivals. Les claus de volta presenten diverses figures. Aquesta nau se separa de les laterals mitjançant arcs de mig punt i arcs ogivals i totes les capelletes de les naus laterals disposen d'una petita rosassa vidriada que il·lumina el temple, així com el gran finestral rectangular vidriat amb la Verge de Farners, de 1946, que està a l'altura de la segona capella de la dreta, a la nau central. Aquesta capella és la segona i acull un grup escultòric de l'artista local Josep Martí Sabé. La tercera capella té una cúpula octogonal enguixada i suportada per petxines, datada de 1706, era l'antiga capella de Sant Pius Màrtir. Continuant el recorregut, la quarta capella té la porta per accedir al campanar, una torre quadrada adossada a l'església, de 6,7 metres d'ample per 36 d'alçada i construït amb carreus de granit local molt ben tallats.
Al costat esquerre de l'edifici, al llarg de la nau lateral, també s'hi disposen quatre capelles: la primera, al costat de la porta, té una clau de volta amb l'escut d'armes dels Farners i hi ha inscrita la data del 1592, estava dedicada al Sant Esperit. La segona, té dues imatges de sants esculpides per Martí i Sabé i una altra de Sant Josep. Entre la tercera i la quarta capella hi ha la inscripció de 1752, data en què es construí la capella de Sant Antoni Abat; i finalment la quarta de l'esquerra comunica amb l'església dels Dolors, totalment restaurada l'any 1982 amb altar, ambó, sagrari i seients, segons el disseny de Genís Baltrons.
Des de l'exterior, es veu el conjunt amb molts teulats a diferents vessants i alçades, l'absis queda tapat per altres construccions i pel costat de la plaça, les Mesures prenen protagonisme. El campanar, d'estil gòtic i format per grans carreus de pedra granítics, sobresurt i es contempla des de diversos punts de la ciutat. Té base quadrada i una alçada de 36 metres. Les cares de l'est i oest tenen quatre finestres mentre que les del nord i sud en tenen tres. Al primer pis hi ha les tres campanes "religioses" i al segon, les dues "civils" que toquen els quarts i les hores. El rellotge és de l'any 1908.
Rodejant l'església s'aprecia la diferència de materials usats en els murs, algunes parets arrebossades i d'altres amb la pedra vista.

## Història
L'any 942 les tropes hongareses van destruir l'església romànica i se'n construí una de nova consagrada l'any 950 pel bisbe de Girona. Al llarg del segle xiii l'església depenia del monestir de Sant Pere Cercada fins a l'any 1836, tot i que a partir del segle xv l'ajuntament comprà el dret de nomenar rector. Entre finals del s. XIV i principis del XV l'església s'amplià amb estil gòtic primitiu. El creixement demogràfic exigia una església més gran i el 1788 s'amplià el temple per la banda de l'absis gràcies a la donació que va fer el duc d'Híxar de l'antic Hospital de darrere l'església. El 1832 s'aprofità la inauguració d'una nova ampliació per treure el cementiri del costat de l'església. Des de llavors, l'edifici, amb algunes modificacions, és tal com el veiem avui. Del temple romànic que fou als seus inicis, passà a ser d'estil gòtic rural i posteriorment s'ha vist afectada i renovada en diverses ocasions, fins als nostres dies.
Algunes de les reformes documentades al llarg dels anys són: El 1805 es col·locà la primera pedra, però el 1809 les obres s'aturaren per la guerra de francès. El 1832 es va beneir la mitja església nova, sense el cementiri adossat. El 1857 s'arranjà l'altar de Sant Miquel. Entre el 1876 i 1880 s'adobaren les escales i es van comprar dues campanes noves. El 1881, es va col·locar una imatge de Santa Florentina a la capella de la Concepció, obra de l'escultor Tomàs Picas. I els anys 1882,1883 l'altar Major fou restaurat per l'escultor Salvador Murtra i el pintor Ramon Jordà. Finalment es reformà, el 1885, l'altar de Sant Isidre pel daurador i pintor Joaquim Murtra. Al cap de deu anys, el 1895, el pintor Antoni Ribó restaurava la imatge de Santa Coloma i pintava el cambril.